# Museo CasaMata de Historia
El Museo Casamata de Historia o Museo Fuerte Histórico Casamata es un museo que se encuentra en Matamoros, Tamaulipas, el cual se encuentra en una edificación que data del siglo XIX, específicamente del año de 1845.

## Historia
Esta edificación tenía como fin ser una fortificación militar, almacén de talabartería y también siendo utilizada como una bodega para el almacenamiento de municiones. Fue construida por el General Juan N. Cortina y concluida por el General Tomas Mejía.
Este inmueble fue parte de un extenso sistema defensivo para el territorio, siendo un monumento único y relevante para arquitectura Militar de su tipo en el país. Desafortunadamente durante el siglo XX, hubo un movimiento de expansión urbana que causó daños a la edificación; sin embargo, su estructura permanecía lo suficiente estable para seguir teniendo un uso para la sociedad.
Es ahí, donde en 1968, el fuerte surge una remodelación para la estructura, siendo convertida dos años después, en 1970 en el museo de la región. Teniendo dos renovaciones más en 1986 y 1996 bajo la supervisión del arquitecto Néstor Villacís
El museo en si posee cinco salas para sus exposiciones, más una extra que es utilizada para exhibiciones que sean de tiempo limitado, las salas en cuestión llevan las siguientes exposiciones:
- Sala 1: Construcción Historia de Matamoros.
- Sala 2: Construcción, Conflictos y Bonanza de Matamoros.
- Sala 3: Declive Económico, Destrucción, Valoración del Patrimonio Edificado de Matamoros.
- Sala 4: Casamata: Histórica Militar de Matamoros de 1766-1852.
- Sala 5: Casamata: Historia Miliar de Matamoros de 1853-1918.

Por como se dice estas salas presentas la historia que se ve durante el periodo militar de Matamoros, esto dado por la naturaleza misma del monumento mismo. Se podrán ver exposiciones como: armamento de mosquetes, cañones, espadas e inclusive trompetas para el llamado de las tropas. Poseen con una gran mayoría de información de como estaban posicionados militarmente, su uso y rangos militares.

## Servicios
Incluso cuenta con visitas guiadas hechas por personal instruida en el tema, en su página oficial se podrá encontrar un poco más de información en lo que se enseña sobre este sitio y su patrimonio cultural en la ciudad de Matamoros, Tamaulipas. 
Si se visita de forma presencial, se podrá obtener de forma más accesible la información que se busque de cierto tema relacionado con la historia militar de la época. Después de todo su objetivo es ser el museo más representativo y visitado de la ciudad.
1. 1 2 3 4  «Museo Casamata de Historia Regional». Secretaría de Cultura/Sistema de Información Cultural. Consultado el 11 de octubre de 2024.
2. 1 2  «Museo CasaMata». Instituto de Investigaciones Históricas, UAT (7). Enero-Diciembre 2012.
3. ↑  Herrera, Octavio (2014). «1.5 Delta del Bravo».  En Dr. Octavio Herrera Pérez, ed. Tamaulipas a Través de sus Regiones y Municipios. Tomo II.  1. Frontera Norte. Tamaulipas: Gobierno del Estado de Tamaulipas. p. p. 278.
4. 1 2  «Museo Fuerte Histórico Casamata | 101 Museos». www.101museos.com. Consultado el 11 de octubre de 2024.

- Datos: Q130489392